# Рённинген, Юнас
Юнас Кипперсунн Рённинген (норв. Jonas Kippersund Rønningen; род. 27 ноября 1990, Хьельсет, Мёре-ог-Ромсдал) — норвежский футболист, играющий на позиции полузащитника.

## Клубная карьера
Юнас Рённинген начинал свою карьеру футболиста в 2012 году в клубе «Трефф», играя за него в норвежских низших лигах. С начала 2014 года он представлял команду Первого дивизиона «Кристиансунн», с которым в 2016 году вышел в Элитсерию.
1 апреля 2017 года Юнас Рённинген дебютировал на высшем уровне, выйдя в основном составе в домашнем матче с «Молде». 13 мая того же года он забил свой первый гол в рамках Элитсерии, открыв счёт в домашнем поединке против «Лиллестрёма».